# Lawrence al Arabiei (film)

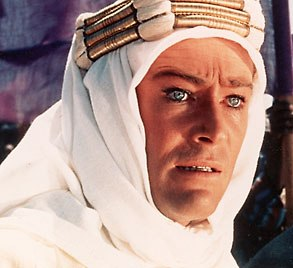

Lawrence al Arabiei (titlu original: Lawrence of Arabia) este un film epic britanic din 1962 bazat pe viața lui T. E. Lawrence. A fost regizat de David Lean și produs de Sam Spiegel prin intermediul companiei sale britanice, Horizon Pictures, scenariul filmului este realizat de Robert Bolt și Michael Wilson. În rolul principal interpretează Peter O'Toole. Lawrence al Arabiei este considerat ca fiind unul dintre filmele cu cea mai mare influență în istoria cinematografiei.

## Distribuție
| Actor          | Personaj                     |
| -------------- | ---------------------------- |
| Peter O'Toole  | T.E. Lawrence                |
| Alec Guinness  | prințul Feisal               |
| Anthony Quinn  | Auda abu Tayi                |
| Jack Hawkins   | Lord General Edmund Allenby  |
| Omar Sharif    | Sherif Ali                   |
| José Ferrer    | Bei turc                     |
| Anthony Quayle | Colonel Brighton             |
| Claude Rains   | Dl. Dryden                   |
| Arthur Kennedy | Jackson Bentley              |
| Donald Wolfit  | General Sir Archibald Murray |
| I.S. Johar     | Gasim                        |
| Gamil Ratib    | Majid                        |
| Michel Ray     | Farraj                       |
| John Dimech    | Daud                         |
| Zia Mohyeddin  | Tafas                        |

## Primire
Într-un sondaj din 1999 al Institutului Britanic de Film (British Film Institute - BFI) filmul a fost desemnat ca fiind al treilea cel mai bun dintr-o listă de 100 filme britanice.